# Warbrand

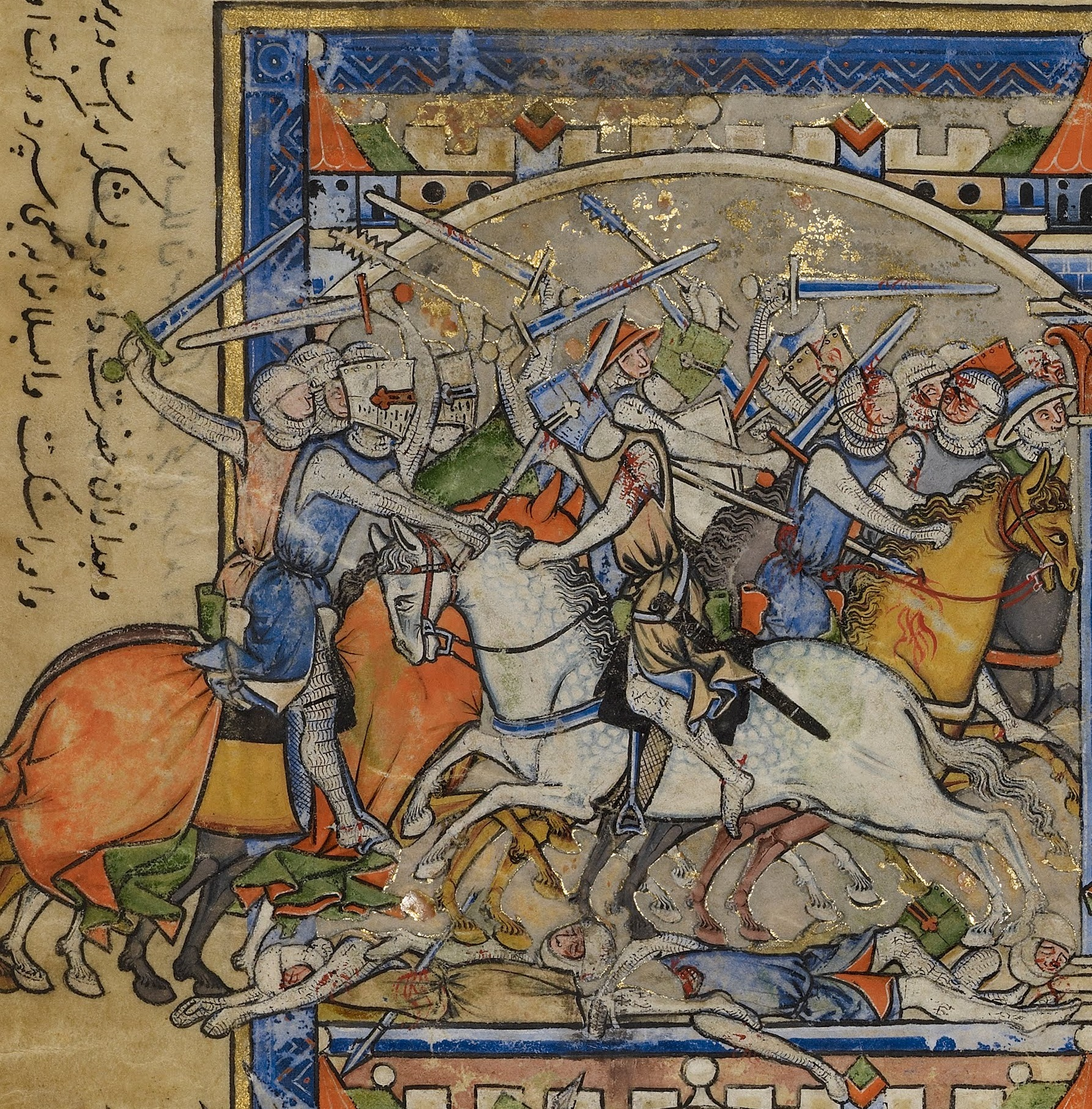
Weitere Darstellung der Waffe im Einsatz (Maciejowski-Bibel)

Das Warbrand, auch Faussart, Faussar oder Two-handed glaive (zweihändige Glefe), ist eine europäische, hochmittelalterliche Waffe und stellt eine Art Mischform aus Schwert und Stangenwaffe dar.

## Geschichte
Das Warbrand wurde in der Maciejowski-Bibel dargestellt (siehe Bilder, Vordergrund) und könnte möglicherweise der Vorläufer von Langschwert und Bastardschwert sein. Leider fehlen archäologische Funde und schriftliche Quellen für diese Waffe. Somit ist der englische Name Warbrand fiktiv und leitet sich von brand für Schwert und war für Krieg ab, was lediglich ein Kriegsschwert beschreibt. Auch wird ihr Name mit Faussart, Faussar oder selten Two-handed glaive angegeben. Trotz fehlender physischer und schriftlicher Beweise, wird angenommen, dass es diese abgebildete Waffe tatsächlich gegeben hat.

## Beschreibung
Das Warbrand hatte eine gerade, lange, schlanke, einseitig geschliffene spitze Klinge. Außerdem trug es ein langes Griffstück, was einen kraftvollen Hieb vom Pferderücken aus erlaubte. Es scheint leicht genug für die einhändige Handhabung gewesen zu sein, konnte aber auch mit zwei Händen geführt werden, so dass es beim Hieb einen zusätzlichen Schwung erhielt, was sich für Berittene und Fußsoldaten gleichermaßen eignete. Interessanterweise wird das Warbrand in der Maciejowski-Bibel ohne Parierstange dargestellt, was es aber als reine Hiebwaffe auch nicht braucht. Es scheint wie andere Stangenwaffen auch keine Scheide gehabt zu haben.